# Material genético
El material genético se emplea para guardar la información genética de una forma de vida orgánica y, en eucariotas, está almacenado en el núcleo de la célula. Para todos los organismos conocidos actualmente, el material genético es casi exclusivamente ácido desoxirribonucleico (ADN). Algunos genomas de virus usan ácido ribonucleico (ARN) en vez de ADN.

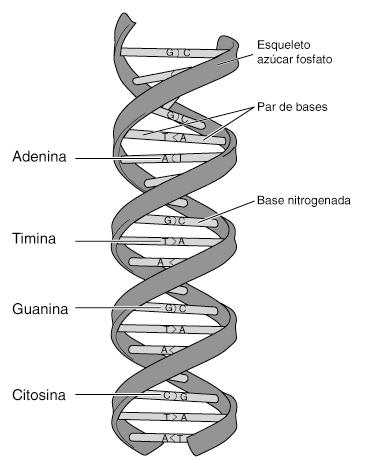
Modelo de material genético(ADN)

Se cree generalmente que el primer material genético fue el ARN, (ácido ribonucleico) inicialmente manifestado por moléculas de ARN que autoreplicaban flotando en masas de agua. Este período hipotético en la evolución de la vida celular se llama la hipótesis del mundo de ARN. Esta hipótesis  está basada en la capacidad del ARN de actuar como un material genético y como un catalizador, conocido como una ribozima. Sin embargo, cuando las proteínas (que pueden formar enzimas) llegaron a la existencia, la molécula más estable, el ADN, se convirtió en el material genético dominante, una situación que continúa hoy. La naturaleza de la doble cadena del ADN permite que las mutaciones se corrijan, y para construir proteínas de las instrucciones del ADN, en la forma de ARN mensajero, ARN ribosómico y ARN de transferencia.
El ARN y el ADN son macromoléculas compuestas de nucleótidos (Son polinucleótidos), de los cuales hay cuatro en cada molécula. Tres nucleótidos componen un codón, un tipo de "palabra genética", que es como un aminoácido en una proteína. La traducción codón-aminoácido se conoce como traducción.
Los cromosomas están formados por la sustancia del ADN(ácido desoxirribonucleico) Cada característica del ser humano, como la cantidad de melanina en ciertas partes del cuerpo (iris, piel, pelo), morfología del cuerpo (altura, masa muscular, forma de las orejas, tipo de cabello, etc.), Características no visibles (metabolismo, presión arterial, sistema inmunológico, sexualidad, etc.) O entre otras muchas más cosas, está codificada en una parte del ADN. Cada de una de estas partes se llama gen, que son pequeños fragmentos de cromosomas que portan la información para una característica determinada. Al borde del núcleo, encontramos jugo nuclear el cual se encarga de sostener el ADN.